# Yxe gamla skola
Yxe gamla skola är en tidigare allmän skola i Yxe i Lindesbergs kommun.
Brukspatronen Anders Wedberg tog initiativ till och finansierade ett skolhus i Yxe efter folkskolereformen 1842. Skolhuset stod färdigt 1844. 
I huset har flera byggnadsstilar blandats. Fasaden med slätstruken puts präglas av en stram klassicism, samtidigt som fönstren har gotiska spetsbågar i trä. 
Själva skolsalen har hög takhöjd och liknar en kyrksal. Den har stora fönster och en påkostad inredning med en öppen takstol med dekorativt formade trädetaljer. I skolbyggnaden ryms även lärarbostad.
Yxe gamla skola blev byggnadsminne 2010.